# ヒッツヴィルUSA

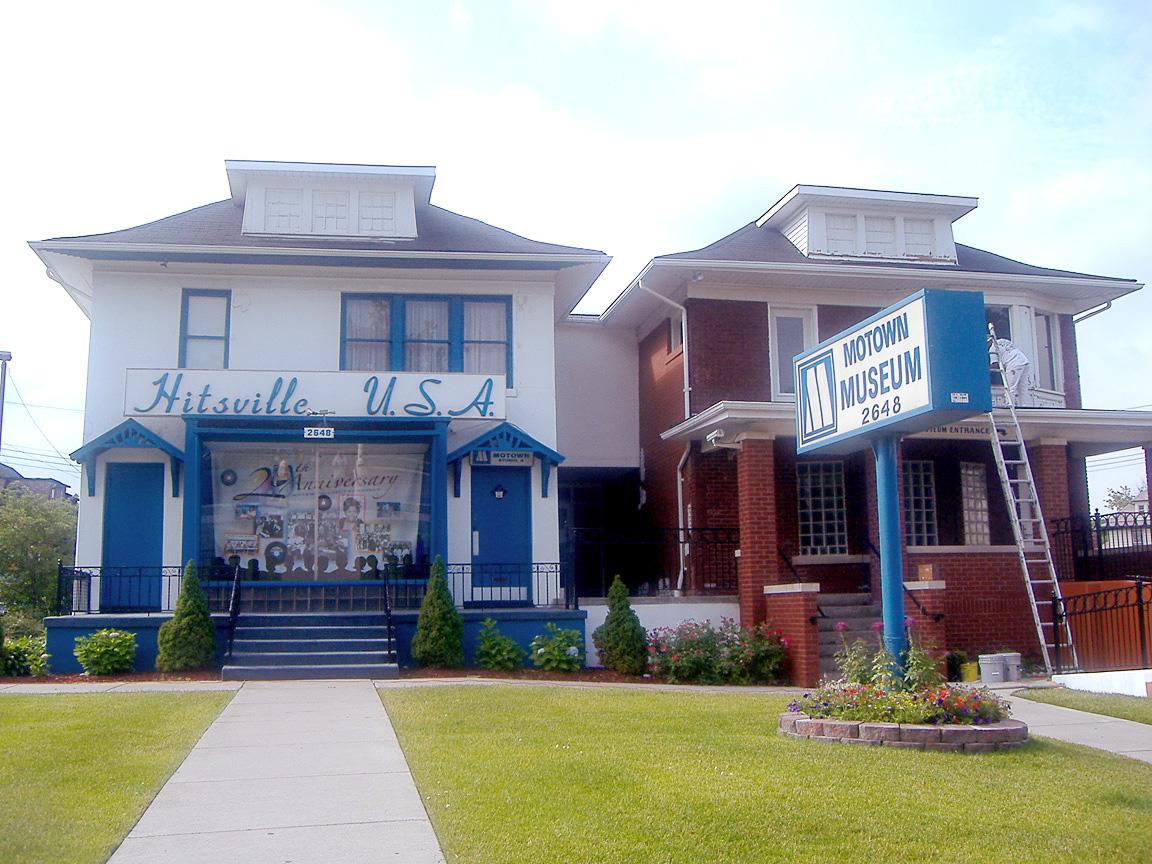
ヒッツヴィルUSA（デトロイト）

ヒッツヴィルUSA (Hitsville USA) は、モータウン・レコードの最初の本社につけられたニックネームである。ミシガン州デトロイトウェスト・グランド通り2648に位置する。写真スタジオだった建物を、1959年にモータウン創設者のベリー・ゴーディが買い取り、レーベルの経営本部と22時間営業（午前8-10時はメンテナンスのため休業）の録音スタジオに改装した。1960年代 - 1970年代前半にかけての成功の後、ゴーディはロサンゼルスにレーベルを移転し、彼が関心を寄せていた映画プロダクションの一環としてロサンゼルスにヒッツヴィル・ウェスト・スタジオを設立している。

## 歴史

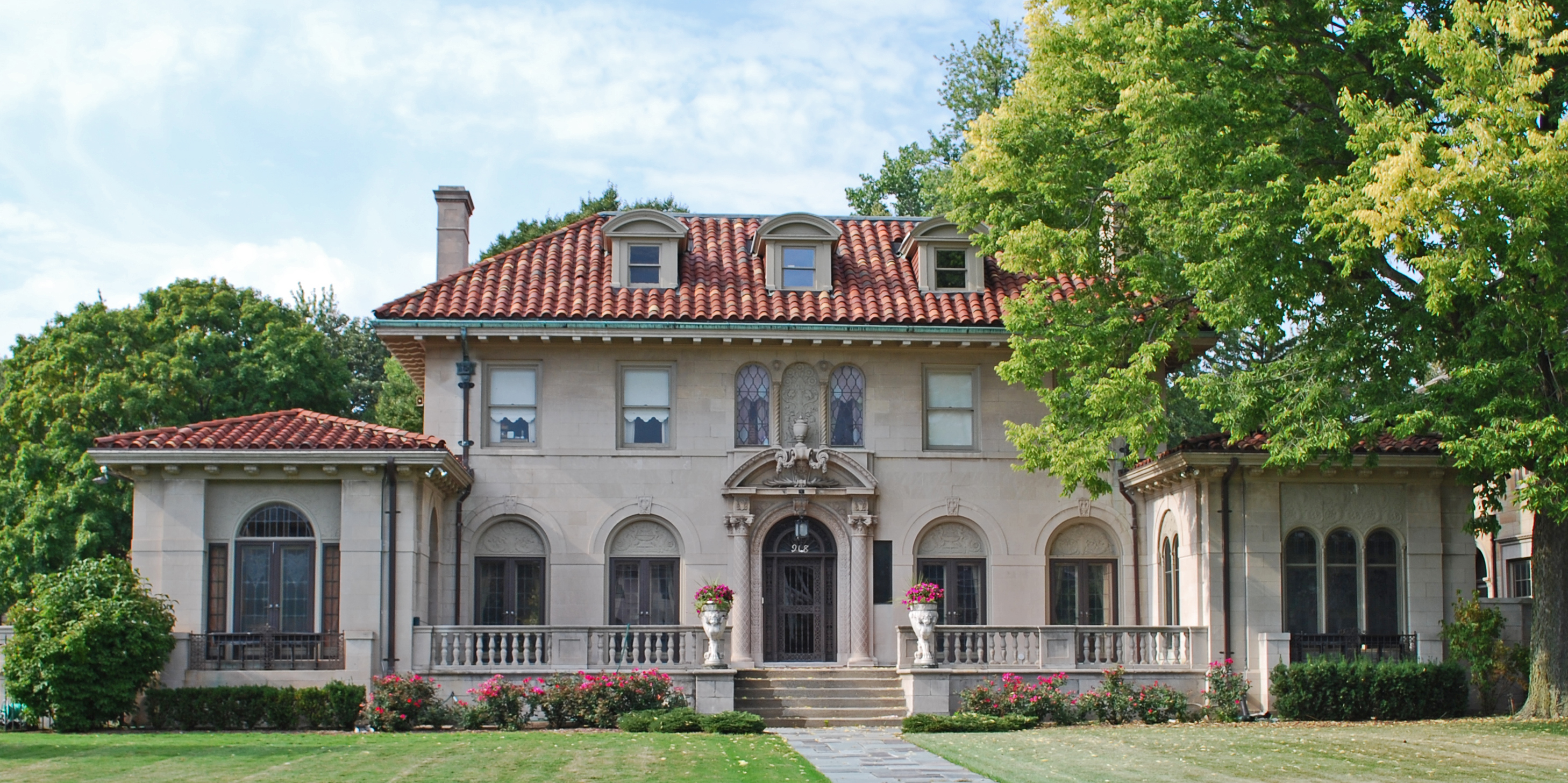
「モータウン・マンション」の名で知られる、ボストン・エディソン歴史地区のベリー・ゴーディ邸

1967年にベリー・ゴーディはデトロイトのボストン・エディソン歴史地区に、現在の「モータウン・マンション」の名で知られる物件を自宅用に購入 。
1972年にロサンゼルスにモータウン・レコードを移転し、翌年にレコード部門、映画部門、テレビ部門、印刷部門からなる大エンターテイメント会社に会社を再編した。この移転によって会社の魂のようなものが失われた上に、その創造性の最盛期がデトロイトの13年間で終焉を迎えたと多くのモータウン・ファンは考えている 。ゴーディの姉エスター・ゴーディ・エドワーズはカリフォルニアへ移ることを拒んだため、デトロイトに残ってヒッツヴィルの建物でモータウンの事務を担当することになった。なお、数々の世界的なヒット作を生み出した最初のヒッツヴィル・スタジオは現在モータウン歴史博物館となっている。

### モータウン歴史博物館
ヒッツヴィルの建物を見学したいというリクエストをいくつか受け、エドワーズは秘書とともにポスターやゴールド・ディスクの展示、スタジオAの保存を行い、1985年からヒッツヴィルUSAの建物はそのレコード・レーベル、使用したアーティスト、生み出された作品に敬意を表してモータウン歴史博物館となっている。ゴーディの姉エスター・ゴーディ・エドワーズによって管理、運営されるモータウン歴史博物館には、モータウンの成功期の衣装や写真、レコードなどが展示されている。
また、モータウンの「スタジオA」や上の階にあるベリー・ゴーディのアパートが1960年代当時と同じように飾り付けがされているのも特徴的である。モータウン歴史博物館はデトロイト観光客が最も足を運ぶ名所となっている。

## ヒッツヴィルUSA：ザ・モータウン・シングルス・コレクション 1959-1971
『ヒッツヴィルUSA：ザ・モータウン・シングルス・コレクション 1959-1971』と名付けられた、CD4枚組、103曲収録のボックス・セットが存在する。